# Морские чудовища
Морские чудовища — мифические и фольклорные существа, которые, как считалось, обитают в морях и океанах, и нередко достигают огромных размеров. В исторических и мифологических источниках описаны различные формы, такие как морской дракон, морской змей или подобие головоногих моллюсков. Часто изображается как они угрожают кораблям или извергают струи воды. Термин «чудовище» субъективен, так как ряд свидетельств о морских чудовищах был основан на признанных позже реальных животных, таких как различные виды китов или гигантских кальмаров.
Исторически сложилось, что декоративные рисунки геральдических дельфинов и морских чудовищ часто использовались для художественного оформления карт, таких как Carta Marina XVI в. Хотя такая практика исчезла с появлением современной картографии, старинные рассказы о морских чудовищах и свидетельства очевидцев, утверждающих, что видели этих тварей, сохранились и по сей день.

## В легендах

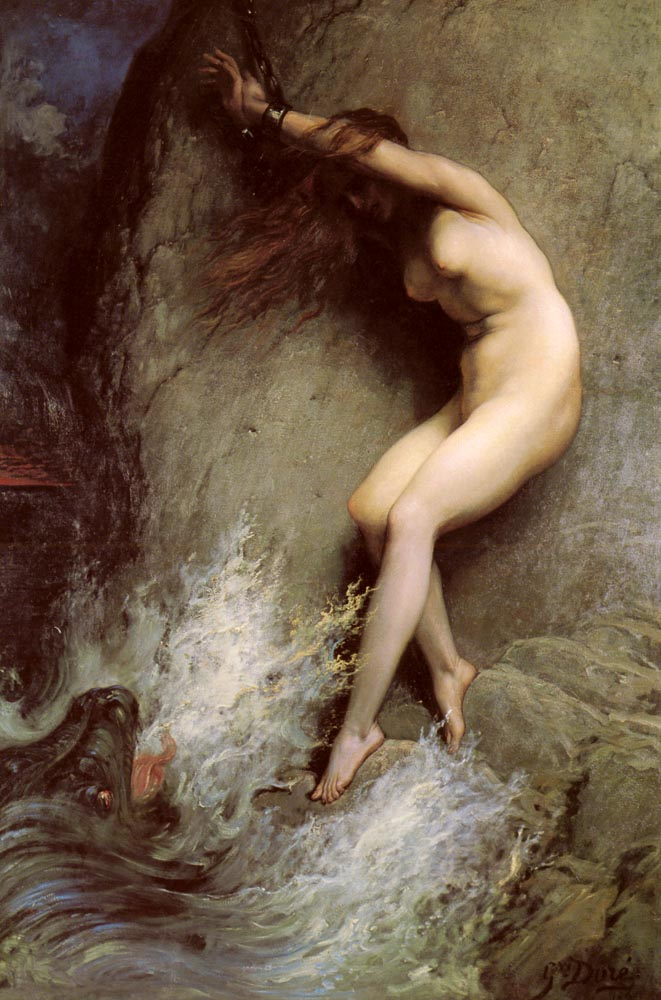
Гюстав Доре, Андромеда, прикованная к скале

Легенды о морских чудовищах встречаются практически во всех культурах, так или иначе связанных с морями, океанами и дальними морскими путешествиями. Например, древнеримский поэт Руф Фест Авиен рассказывает о путешествии карфагенского исследователя Гимилькона: «…там монстры бездны и звери плавают среди медленных и вяло ползущих кораблей» (строки 117-29 труда Ora Maritima).

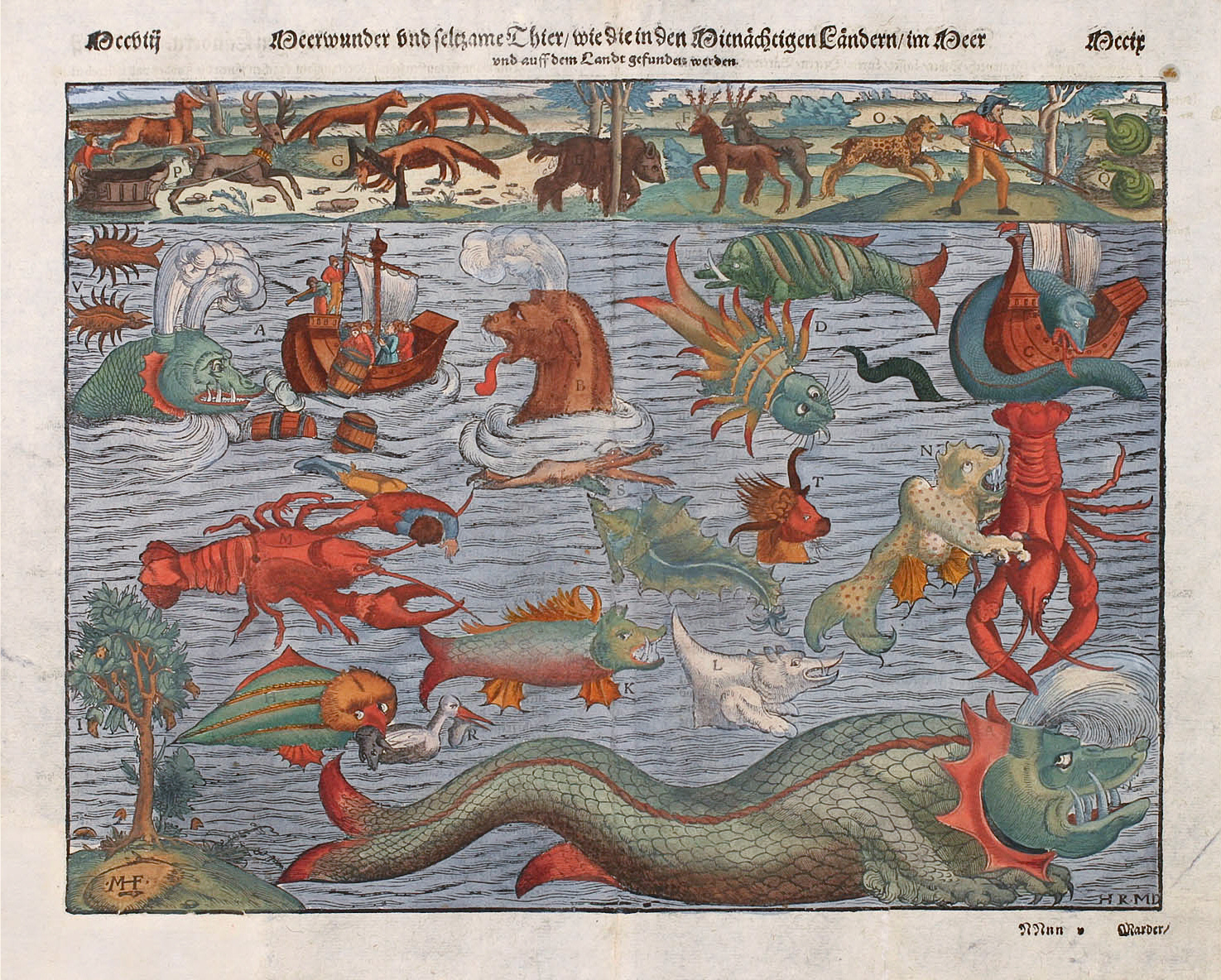
Иллюстрация Себастиана Мюнстера, изображающая существ с карты XVI в. Carta Marina.

Сэр Хамфри Гилберт утверждал, что во время своего обратного путешествия встретил некого львиноподобного морского монстра со «сверкающими глазами» после того, как официально объявил Ньюфаундлендский Сент-Джонс английским владением в 1583 году. Другой рассказ о встрече с морским чудовищем датируется июлем 1734 года. Ханс Эгеде, датско-норвежский миссионер, сообщил во время путешествия в Годхоб, что на западном побережье Гренландии::
Самое ужасное существо, не похожее ни на что, что они видели раньше. Чудовище так высоко подняло голову, что казалось, она выше вороньего гнезда на грот-мачте. Голова была маленькой, а тело коротким и морщинистым. Неизвестное существо использовало гигантские плавники, которые продвигали его по воде. Позже моряки увидели и его хвост. Чудовище было длиннее всего нашего корабля.
Тлинкитская легенда повествует о морском чудовище по имени Гунакадейт (Гу-на-ка-дата), которое вернуло процветание и удачу деревне, находившейся в упадке: до той поры её население голодало в своих домах на юго-восточном побережье Аляски.
Ряд более современных сообщений известны из Тихого, Индийского и Южного океанов. Повреждения кораблей от тропических циклонов, таких как ураганы или тайфуны, также могут быть ещё одним возможным источником свидетельств о морских чудовищах. В 1892 году Энтони Корнелис Аудеманс, директор Королевского зоопарка в Гааге, в своей книге «Великий морской змей» предполагал, что многие сообщения о морских змеях, вероятно, относились к ранее неизвестному гигантскому длинношеему ластоногому.
С высокой долей вероятности, многие другие сообщения о морских чудовищах представляют собой неверно истолкованные наблюдения мёртвых туш акул и китов, принимающих по различным причинам причудливые формы, а также скоплений плавающих водорослей, брёвен или других обломков, таких как брошенные плоты, каноэ и рыболовные сети.

## В криптозоологии
Криптозоологи предполагают, что морские монстры могут являться каким-то образом выжившими представителями гигантских морских рептилий, наподобие ихтиозавра или плезиозавра, или вымерших китов, таких как базилозавр.

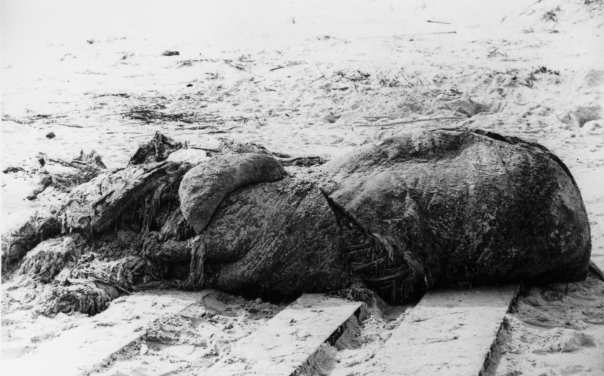
«Монстр из Санкт-Августина», фото 1896 г.

Современные неопознанные туши, выброшенные на берег морей и океанов, называют глобстерами. Одна из таких находок, якобы труп плезиозавра, выловленный японским траулером Zuiyō Maru у берегов Новой Зеландии, произвёл фурор в 1977 году и даже был увековечен на бразильской почтовой марке до той поры, пока ФБР США не установило, что туша является трупом гигантской акулы. Аналогичным образом, тестирование ДНК подтвердило, что «морское чудовище», выброшенное на берега Ньюфаундленда в августе 2001 года, было кашалотом.
Другим современным примером «морского монстра» было странное существо, выброшенное на берег в Лос-Муэрмос на чилийском берегу моря в июле 2003 года (англ. Chilean Blob). Сначала оно было описано как «гигантская медуза размером с автобус», но позже было определено, что это ещё один труп кашалота. Случаи находок бескостных аморфных глобстеров, которые иногда принимают за неизвестный вид гигантских осьминогов, объясняются тем, что кашалоты, умирающие в море, разлагаются таким образом, что жир отделяется от тела, образуя бесформенные белесые массы, которые иногда имеют странную «волосатую» текстуру из-за коллагеновых волокон в структуре тела. Анализ туши Дзуйё-мару выявил сравнимый феномен разложения туш гигантских акул, которые сначала теряют нижнюю часть головы, а также спинной и хвостовой плавники, что делает их в некоторой степени сходными с принятыми очертаниями тела плезиозавра.
В мае 2017 года The Guardian опубликовала статью, в которой утверждалось, что в Индонезии был найден труп гигантского морского чудовища, а также опубликовала предполагаемую фотографию «его».